# Virginia Villalba
Virginia Elizabeth Villalba (* 10. Juli 1996) ist eine ecuadorianische Sprinterin und Hürdenläuferin, die sich auf die 400-Meter-Distanz spezialisiert hat.

## Sportliche Laufbahn
Erste internationale Erfahrungen sammelte Virginia Villalba im Jahr 2013, als sie bei den Jugendweltmeisterschaften in Donezk im 400-Meter-Hürdenlauf mit 61,06 s im Halbfinale ausschied und auch mit der ecuadorianischen Sprintstaffel (1000 Meter) mit 2:16,11 min den Finaleinzug verpasste. Anschließend belegte sie bei den Panamerikanischen Juniorenmeisterschaften in Medellín in 62,29 s den achten Platz im Hürdenlauf und wurde mit der 4-mal-400-Meter-Staffel disqualifiziert. Im Oktober wurde sie bei den Juniorensüdamerikameisterschaften in Resistencia in 65,33 s Fünfte und bei den Juegos Bolivarianos in Trujillo erreichte sie in 61,59 s Rang sechs. Im Jahr darauf schied sie bei den Juniorenweltmeisterschaften in Eugene mit 63,73 s in der ersten Runde aus. 2015 siegte sie dann in 61,13 s bei den Juniorensüdamerikameisterschaften in Cuenca im Hürdenlauf und belegte im 400-Meter-Lauf in 58,18 s Rang sechs. Zudem gewann sie mit der 4-mal-400-Meter-Staffel in 3:49,92 min die Silbermedaille. Im Jahr darauf gewann sie bei den U23-Südamerikameisterschaften in Lima in 61,58 s die Bronzemedaille im Hürdensprint hinter der Kolumbianerin Melissa González und Dandaduea da Silva aus Brasilien. Zudem gewann sie auch im Staffelbewerb in 3:51,55 min die Bronzemedaille hinter Kolumbien und Brasilien.
2017 schied sie bei den Südamerikameisterschaften in Luque mit 64,27 s in der Vorrunde über die Hürden aus und belegte mit der Staffel in 3:44,92 min den fünften Platz. Anschließend wurde sie bei den Juegos Bolivarianos in Santa Marta in 59,09 s Vierte im Hürdenlauf und auch im Staffelbewerb klassierte sie sich mit 3:41,69 min auf diesem Platz. Im Jahr darauf belegte sie bei den Ibero-Amerikanischen Meisterschaften in Trujillo in 55,03 s den siebten Platz über 400 Meter und wurde mit der Staffel in 3:43,33 min Vierte. Anschließend klassierte sie sich bei den U23-Südamerikameisterschaften in Cuenca mit 23,87 s auf dem fünften Platz im 200-Meter-Lauf und erreichte über 400 Meter in 56,17 s Rang sechs. Zudem gewann sie mit der Staffel in 3:43,91 min erneut die Bronzemedaille hinter Kolumbien und Brasilien. Bei den IAAF World Relays 2019 in Yokohama belegte sie mit der 4-mal-200-Meter-Staffel mit neuem Landesrekord von 1:35,91 min den sechsten Platz und anschließend schied sie bei den Südamerikameisterschaften in Lima mit 55,18 s im Vorlauf über 400 Meter aus, belegte mit der 4-mal-100-Meter-Staffel in 45,72 s den vierten Platz und erreichte mit der 4-mal-400-Meter-Staffel mit 3:42,91 min Rang sechs. Bei den World Athletics Relays 2021 im polnischen Chorzów wurde sie mit der 4-mal-200-Meter-Staffel in 1:36,86 min den dritten Platz hinter den Teams aus Polen und Irland und mit der 4-mal-100-Meter-Staffel erreichte sie in 44,43 s Rang fünf und qualifizierte Ecuador damit für die Olympischen Spiele in Tokio. Anschließend belegte sie bei den Südamerikameisterschaften im heimischen Guayaquil in 59,63 s den vierten Platz über 400 m Hürden und belegte in der 4-mal-400-Meter-Staffel in 3:44,47 min den vierten Platz. Zudem gewann sie in der erstmals ausgetragenen Mixed-Staffel in 3:27,97 min gemeinsam mit Colorado Anderson, Alan Minda und Evelin Mercado die Bronzemedaille hinter den Teams aus Kolumbien und Argentinien.
2022 belegte sie bei den Juegos Bolivarianos in Valledupar in 59,31 s den vierten Platz über 400 m Hürden und gewann mit der 4-mal-100- und der 4-mal-400-Meter-Staffel jeweils die Bronzemedaille. Im Jahr darauf belegte sie bei den Südamerikameisterschaften in São Paulo in 54,86 s den siebten Platz im 400-Meter-Lauf und wurde in 57,46 s Vierter über 400 m Hürden. Zudem belegte sie mit der 4-mal-400-Meter-Staffel in 3:46,43 min den vierten Platz. Im Oktober gelangte sie bei den Panamerikanischen Spielen in Santiago de Chile mit 3:23,09 min auf den fünften Platz in der Mixed-Staffel und belegte in 58,99 s den sechsten Platz im Hürdenlauf. Zudem belegte sie mit der Frauenstaffel in 3:35,76 min den vierten Platz. 2024 belegte sie bei den Ibero-Amerikanischen Meisterschaften in Cuiabá in 57,96 s den siebten Platz über 400 m Hürden und gewann mit der 4-mal-400-Meter-Staffel in 3:33,71 min die Bronzemedaille hinter den Teams aus Brasilien und Kolumbien. Zudem sicherte sie sich in der Mixed-Staffel in 3:23,63 min die Silbermedaille hinter Brasilien.
In den Jahren 2023 und 2024 wurde Villalba ecuadorianische Meisterin im 400-Meter-Hürdenlauf sowie 2023 in der Mixed-Staffel.

## Persönliche Bestzeiten
- 200 Meter: 23,87 s (−0,1 m/s), 30. September 2018 in Cuenca
- 400 Meter: 54,21 s, 6. April 2024 in Quito
- 400 m Hürden: 57,46 s, 30. Juli 2023 in São Paulo